# Asedio de Balj
El asedio de Balj fue un enfrentamiento militar librado en la ciudad homónima en 1221 en el contexto de la invasión del Imperio jorezmita por el naciente Imperio mongol. La batalla finalizó con la destrucción de la ciudad por parte de los mongoles y la masacre de la mayoría de sus habitantes.

## Antecedentes
Mientras su capital, Samarcanda, era destruida por el jagán Gengis Jan, el sah Mohamed II de Corasmia tenía su campamento principal cerca de Balj. Cuando escapó al sur, su rival instruyó a sus generales (noyan) Yebe, Subodai y Toquchar perseguirlo. Los dos primeros fueron al oeste tras al monarca jorezmita mientras que el tercero se quedó en la ciudad. En abril de 1220, Balj se rindió a Subodai sin luchar, entregó un cuantioso rescate para ser perdonara y aceptó tener un gobernador mongol para que la administrara. La ciudad no fue saqueada y después los mongoles nombraron gobernadores para las vecinas Zozan, Meymand, Andhvoy y Qariyat al-Milh. Mohamed II viajaba con un pequeño séquito, posiblemente sólo sus guardaespaldas. Para entonces, la mayor parte de sus lugartenientes y soldados lo habían abandonado, disgustados por la cobardía e incapacidad que estaba demostrando.
Después, el sah se refugió en Nisapur, desde donde envió a su hijo mayor, Jalal ad-Din Mingburnu a Balj para que vigilara los movimientos mongoles. Al llegar a la ciudad, el príncipe descubrió que los invasores habían cruzado el río Amu Daria (Oxus) a pesar de que su padre había tenido la esperanza de que serían incapaces de hacerlo. Posteriormente, Toquchar recibió órdenes de seguir su avance, pero murió asaltando Nisapur.
El historiador Minhaj-i Siraj Juzjani afirmaba que el jagán paso el invierno en Samarcanda. Según la crónica del persa Ata-Malik Juvayni, al comenzar 1221 Gengis Jan puso a su hijo Tolui a cargo de una expedición que debía conquistar el Gran Jorasán. A principios de otoño, Tolui salió de Samarcanda a los prados de Najsheb. Desde allí marchó a Termez (Tirmid o Tirmidh), y luego se le encargó conquistar Jorasán. Por su parte, el jagán marchó sobre la ciudad de Termez, por donde cruzó el Amu Daria.
Juzjani afirmaba que Gengis Jan fue quien destruyó Termez y luego marchó sobre Balj, mientras que el cronista persa Rashid-al-Din Hamadani daba a entender que Tolui destruyó Termez y su padre marchó sobre Balj directamente. Lo seguro es que al comenzar 1221, los habitantes de Balj habían asesinado al gobernador (daruga) instalado por Yebe y Subodai.

## Asedio
Entre tanto, el jagán envió una vanguardia de 6000 jinetes musulmanes que se habían pasado a su bando para atacar Balj y otros contingentes fueron enviados a Gaur y Gazni.
Durante la Edad Media, las ciudades de Asia Central como Bujará, Samarcanda o Merv típicamente contaban con una ciudadela (kuhandiz) ubicada en terreno elevado y que servía como última línea de defensa. Luego tenían la zona intramuros (shahristán) donde vivía la mayoría de la población y se encontraban las principales edificaciones. Por último, tenían los arrabales o suburbios (rabad) que se encontraban afuera de las murallas. El oasis de Balj contaba con una muralla externa con doce puertas fuera de la cual había solo desierto, todas las granjas, villas y la tierras cultivadas estaban en el interior de esa defensa. Al interior había un segundo muro más alto y con cuatro puertas. Ambas defensas estaban separadas por una distancia de cinco farsahs; esto indica un proceso de incastellamento. Gracias a los restos del muro exterior, el historiador francés Étienne de la Vaissière creía que el oasis tenía una superficie de unos 3000 km². Basado en registros sobre la capacidad de producción por hectárea en oasis medievales cercanos y las necesidades alimentarias de una familia promedio, estima que en su época de esplendor pudo tener medio millón de habitantes.
El poeta y místico persa Yalal ad-Din Muhammad Rumi estimaba que la ciudad tenía 200 000 habitantes en el siglo XII y los inicios del siguiente, según la obra del erudito persa Shams al-Dīn Aflākī, Manāqib al-'ārifīn, escrita en el siglo XIV. Según Bulliet, ciudades como Balj (o Isfahán, Ray, Nisapur, Merv, Bujará, Samarcanda y posiblemente otras) superaban los cien mil habitantes. En cambio, basado en Ibn Hawqal, quien afirmaba que los muros de la ciudad median dos parasanga de largo, el demógrafo Tertius Chandler señala que en 968 la ciudad tenía un área de 790 hectáreas, estimando un promedio de 40 habitantes por hectárea totalizan 31 600 habitantes, que redondea en 30 000. Basado en Al-Idrisi, Chandler sabía que hacia 1150 Balj era tres veces más grande que Bamiyán y cuatro veces más que Taloqan. Chandler sabía que Bamiyán tenía una mezquita aljama y esas edificaciones tenían en promedio capacidad para 9000 personas, por lo que estimó que Balj bien podía tener entre 27 000 y 36 000 habitantes, aunque redondeó las cifras para llegar nuevamente a los 30 000.
Su territorio era famoso por sus riquezas. Hamadani la llama a ciudad más grande de Jorasán y Juvayni la considera una de las cuatro ciudades en las que se organizaba Jorasán junto a Nisapur, Merv y Herat. Estas urbes eran las cabezas administrativas y culturales de cada rub, «cuarto», del Jorasán.
La vanguardia llegó al mando del musulmán Arsalan Jan y el mongol Juzbi Tulan, comenzando un asedio de ocho meses según Juzjani, sin embargo, el cronista Sayf ibn Muhammad ibn Yaqub al-Herawi afirmaba que el asedio duró 37 días, fecha mucho más acorde con la reconstrucción moderna de los acontecimientos. Después de destruir Termed, Gengis Jan llegó a la ciudad y pidió a sus habitantes que salieran a una llanura cercana porque sólo quería censarlos. Sin embargo, el príncipe Jalal ad-Din había avisado a los locales de las masacres cometidas por los invasores y que de nada les serviría rendirse.
Como Balj estaba en una montaña, los invasores cortaron los árboles de los alrededores y trajeron tierra para lentamente llenar el desfiladero (darah) que había alrededor de las murallas. Sin embargo, el hijo de un oficial de la pared se presentó en el campamento mongol y guio a los conquistadores por un camino de montaña donde debían marchar ligeros. En las crestas había nichos donde empezó a ocultar a los mongoles a medida que los iba trayendo durante los siguientes tres días, luego, a la cuarta jornada ya eran suficientes como para atacar sorpresivamente una puerta donde consiguieron eliminar a los defensores. Después entraron en Balj y masacraron a los defensores. Gengis Jan ordenó que la población civil saliera de la ciudad a una planicie para ser dividida en grupos más pequeños y masacradas. Después, los conquistadores se dedicaron a quemar los jardines y a derribar las murallas, palacios y fortalezas de la Balj. El glacis, las murallas, casas y barrios fueron quemados y destruidos completamente.
El erudito sueco Carl Fredrick Sverdrup afirmaba que 52 000 personas perecieron, aunque no indica las fuentes de su afirmación. Según Yalal ad-Din fueron asesinadas 200 000 hombres y 50 000 eruditos, estudiantes coránicos y poetas, se quemaron 14 000 copias del Corán y 12 000 mezquitas vecinales. Se descuartizaron a las mujeres embarazadas y se mandó matar a niños y ancianos, sin salvarse ni los animales que había en la ciudad. Tal castigo se habría debido porque durante el asedio habría muerto Chagatai, un hijo de Tolui.

## Consecuencias
Gengis Jan decidió dirigirse a Taloqan. Mientras Tolui estaba ocupando destruyendo Merv y Nisapur, pero cuando su padre le ordenó reunirse con él en Taloqan, Tolui marchó por el Kuhistán, cruzó el río Hari Rud y capturó Herat en el camino.
Después de la batalla del Indo, el jagán regresó desde Peshawar a Balj, donde se encontró que habían supervivientes que se habían ocultado en sótanos y grietas, por lo que ordenó matarlos a todos para castigar dos veces a la ciudad.
Viajeros posteriores como Qiu Chuji (1223), Marco Polo (1275) e Ibn Battuta (1333 o 1335) describen a Balj como una gran ciudad, pero más pequeña que antes de su saqueo y con sus alrededores despoblados y con ruinas de palacios. En cuanto a Tirmid, jamás se repobló.

### Primaria
Los libros son citados en números romanos y capítulos y párrafos en números arábigos. Entre paréntesis se usaron los apellidos de los editores o traductores de las ediciones usadas para indicar las páginas. 
- Al-Idrisi. Geografía. En Jaubert, Pierre-Amédée (1836). Géographie d'Edrisi (en francés) I. París: Impr. royale.
- Ali ibn al-Athir. La historia completa. En Richards, D. S. (2016). The Chronicle of Ibn al-Athir for the Crusading Period from al-Kamil fi'I-Ta'rikh. The Years 589-629/1193-1231: The Ayyubids after Saladin and the Mongol Menace (en inglés) III. Londres: Routledge.
- Ata-Malik Juvayni. Historia del conquistador del mundo. En Boyle, John Andrew (1958). The History of the World-Conqueror (en inglés) I. Cambridge: Harvard University Press.
- Ibn Battuta. Los viajes de Ibn Battuta. En Gibb, H. A. R. (1971). The Travels Of Ibn Battuta 1325– 1354 (en inglés) III. Cambridge: Hakluyt Society.
- Ibn Hawqal. Configuración del mundo. En Ouseley, William (1800). The oriental geography of Ebn Haukal, an Arabian traveller of the tenth century (en inglés). Londres: Oriental Press.
- Marco Polo. Los viajes de Marco Polo. En Yule, Henry (1993).  Henri Cordier, ed. The Travels of Marco Polo. The Complete Yule-Cordier Edition: Including the Unabridged Third Edition (1903) of Henry Yule's Annotated Translation, as Revised by Henri Cordier, Together with Cordier's Later Volume of Notes and Addenda (1920) (en inglés) I. Nueva York: Courier Corporation. ISBN 9780486275864.
- Minhaj-i Siraj Juzjani. Una historia general de las dinastías mahometanas de Asia. En Raverty, H. G. (1970). Tabakat-I-Nasiri (en inglés) II. Nueva Delhi: Oriental Books Reprint Corporation.
- Qiu Chuji. Los viajes de un alquimista: el viaje del taoísta Ch'ang-Ch'un de China al Hindukush ante el llamamiento de Gengis Kan. Véase en Bretschneider, Emil (1888). «The Travels of Ch'ang Ch'un to the West, 1220-1223, recorded by his disciple Li Chi Ch'ang». Mediæval Researches from Eastern Asiatic Sources (en inglés) (Nueva York: Barnes & Noble) I: 35-108. Véase también en Google Books.
- Rashid-al-Din Hamadani. Compendium de Crónicas. En Arends, Alfred Kárlovich (1946). Сборник летописей (Книга 2) I. Moscú: Institut vostokovedenii︠a︡ (Akademii︠a︡ nauk SSSR).
- Sayf ibn Muhammad ibn Yaqub al-Herawi. Historia de Herat. En Majd, Ghulamreza Tabataba’i (2004). تاريخنامۀ هرات [Tārīkhnāmeh ye Herāt] (en persa). Teherán: Ketabkhana Melli.
- Shams al-Dīn Aflākī. Las fuentes del conocimiento. En Huart, Clement (1918). Les saints des derviches Tourneurs (en francés) I. París: E. Leroux.

### Moderna
- Azad, Arezou; Kennedy, Hugh (2018). «The Coming of Islam to Balkh». Authority and Control in the Countryside: From Antiquity to Islam in the Mediterranean and Near East (6th-10th Century) (en inglés). Leiden: Brill. pp. 284-312. ISBN 9789004386549.
- Bulliet, Richard W. (2015). «The Era of Asian Discovery: Trade and the Contact of Cultures».  En Ainslie Thomas Embree; Carol Gluck, ed. Asia in Western and World History: A Guide for Teaching (en inglés). Taylor & Francis. pp. 316-329. ISBN 9781317476481.
- Can, Mesut (2015). «Orta Asya Kent Topoğrafyasına Dair Genel Kabuller Üzerine Bir Değerlendirme». IV. Turkey Graduate Studies Congress, 14-17 May 2015, Kütahya: Proceedings (en turco) III. Estambul: ILEM. pp. 145-148. ISBN 978-605-84009-4-8.
- Chandler, Tertius (1987). Four Thousand Years of Urban Growth: An Historical Census (en inglés). Lewiston: St. David's University Press.
- Chandler, Tertius; Fox, Gerald (2013). 3000 Years of Urban Growth (en inglés). Ámsterdam: Elsevier. ISBN 9781483271255.
- De la Vaissière, Étienne (2017). «Early Medieval Central Asian Population Estimates». Journal of the Economic and Social History of the Orient (en inglés) XL (6): 788-817.
- De la Vaissière, Etienne (2020). «Inherited Landscapes in Muslim Bactra».  En David Durand-Guédy, Jürgen Paul, Roy Mottahedeh, ed. Cities of Medieval Iran (en inglés). Leiden: Brill. pp. 124-141. ISBN 9789004434332.
- Mahendrarajah, Shivan (2022). A History of Herat: From Chingiz Khan to Tamerlane (en inglés). Edimburgo: Edinburgh University Press. ISBN 9781474499361.
- McLynn, Frank (2015). Genghis Khan: The Man Who Conquered the World (en inglés). Londres: Random House. ISBN 9781446449295.
- Petrushevsky, I. P. (1968). «The socio-economic condition of Iran under the Īl-Khāns».  En John Andrew Boyle, William Bayne Fisher, ed. The Cambridge History of Iran: The Saljuq and Mongol periods (en inglés) V. Cambridge University Press. pp. 483-537.
- Sverdrup, Carl F. (2017). The Mongol Conquests: The Military Campaigns of Genghis Khan and Sübe'etei (en inglés). Amherst: Helion & Company. ISBN 978-1913336059.

- Datos: Q131521135